# Databasetabel
En databasetabel, også kaldet en relation er en kombination af et rækkehovede og et antal n, hvor (n>=0) rækker med dette hoved. Relationens, tabellens hoved er identisk med rækkernes hoved. Rækkerne kaldes også tabellens krop.
Noget litteratur kalder relationen for en relationsværdi.
Antallet af rækker i en tabel kaldes tabellens kardinalitet, men dette begreb bruges ikke ofte.
| Programmering | Spire Denne artikel om datalogi eller et datalogi-relateret emne er en spire som bør udbygges. Du er velkommen til at hjælpe Wikipedia ved at udvide den. |